# Beach Comber
Pour les articles homonymes, voir Comber (homonymie).
Beach Comber (ou Beachcomber), indicatif NPS.41.NS.4230, est un pigeon voyageur qui a reçu la médaille Dickin pour son rôle dans le raid de Dieppe. Le 19 août 1942, il traverse la Manche jusqu'en Angleterre pour apporter les premières nouvelles du débarquement des troupes canadiennes à Dieppe.
En règle générale les pigeons étaient envoyés par paire mais Beach Comber était seul pour cette mission. Malgré le feu nourri des Allemands, il amène son message à bon port, ce qui permet d'alerter les commandants à bord des navires qui supervisent l'opération et sauve possiblement de nombreuses vies. En effet, la vue de la plage depuis les navires était rendue difficile par le brouillard. Il reçoit la médaille Dickin du People's Dispensary for Sick Animals le 6 mars 1944. Il est un des trois animaux de l'armée canadienne à avoir reçu cette récompense, les deux autres étant des chiens : le berger allemand Sam et le terre-neuve Gander.